# النور لمبرت
الِـنور لَمبرت (انگلیسی: Eleanor Lambert؛ ۱۰ اوت ۱۹۰۳ – ۷ اکتبر ۲۰۰۳) یک روزنامه‌نگار، مُدپرداز و شخصیت فرهنگی اهل ایالات متحده آمریکا بود.
وی یکی از شخصیت‌های محوری و تأثیرگذار در زمینهٔ روابط عمومی و صنعتِ مد و پوشاک در ایالات متحده آمریکا محسوب می‌شود.